# Гульджамал
Гульджама́л (тат. Гөлҗамал) — старинная татарская народная лирическая песня, протяжная и насыщенная мелизмами. Распространена во многих регионах проживания татар.

## Содержание
Сохранилась лишь одна строфа песни. При исполнении песни, она делится на две половины по две строки, после чего исполняются припевы.
В основе содержания песни одно из характерных для жизни татар событий: вечер в деревенском доме, в котором собрались для гадания девушки на выданье. Горят свечи в подсвечниках, и звучит песня, наполненная глубокими переживаниями.

### Текст на татарском языке
Шәмдәлләрдә генә утлар яна, Гөлҗамал,
Җиткән кызлар киндер җеп эрлиләр.
Энҗе дә мәрҗән кызларның кул бавы,
Авыр җан сөйгәннәрнең булмавы.
Нинди генә егеткә барырбыз, дип, Гөлҗамал,
Колактан колакка алар сөйлиләр.
Энҗе дә мәрҗән кызларның кул бавы,
Авыр җан сөйгәннәрнең булмавы.

### Текст на русском языке
Мерцают свечи, Гульджамал,
Созревшие девушки плетут льняное веретено.
Ручная работа девушек-красавиц, девушек как жемчуг.
Тяжело, когда нет того, кого любишь всей душой.
За кого же замуж выдадут? Гульджамал,
Шепчутся об этом, шепчутся.
Ручная работа девушек-красавиц, девушек как жемчуг.
Тяжело, когда нет того, кого любишь всей душой.

## История
Как самостоятельное произведение записана И. Н. Надировым в 1960 году, опубликована в сборнике «Татар халык җырлары» («Татарские народные песни», 1965 год).
В последние десятилетия «Гульджамал» широко бытует в репертуаре многих известных татарских и башкирских профессиональных певцов.

## Некоторые записи
Песня «Гульджамал» в исполнении Саиды Мухаметзяновой (2019) на YouTube